# Ergotimus

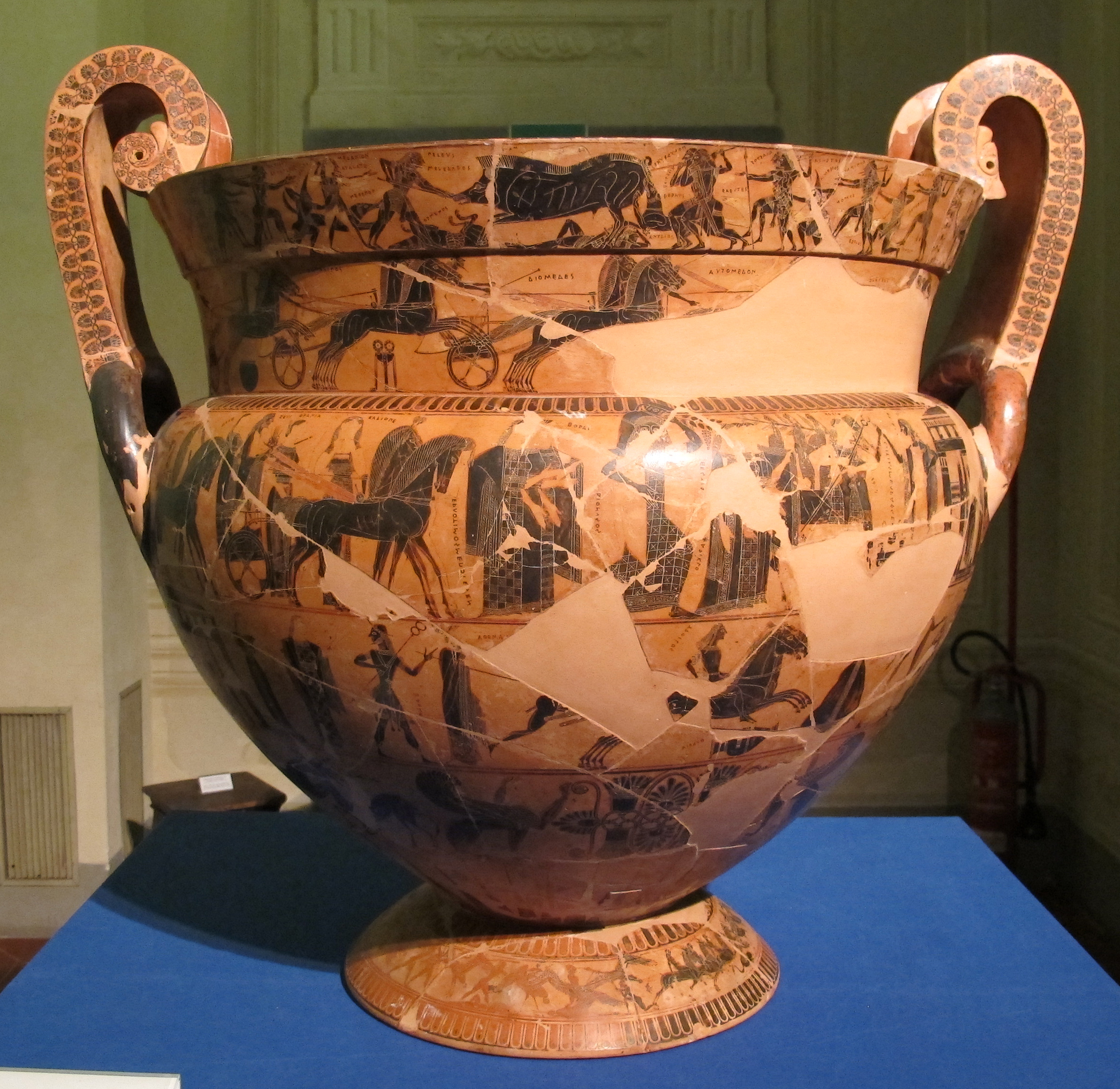
François-vaas

Ergotimus (Oudgrieks: Ἐργότιμος / Ergotimos) was een beroemd
Atheens pottenbakker, die samen met de schilder Clitias onder meer de beroemde François-vaas (± 570-560 v.Chr., nu in het Archeologisch Museum van Florence) vervaardigde.
- Gemeinsame Normdatei: 11868227X
- Nederlandse Thesaurus van Auteursnamen: 377437255
- Union List of Artist Names: 500111989
- Virtual International Authority File: 806404
- WorldCat: E39PCjHHmCD7bHYKJB8JjjrwRX